# Myachi

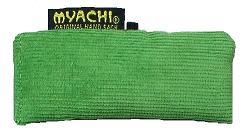
Myachi

Myachi is de handelsnaam van een behendigheidsspel van Amerikaanse origine waarin een zakje (ongeveer 7 cm bij 2 cm gevuld met rijst) 'tricks' uit te voeren om het zakje zo lang mogelijk in de lucht te houden. Hierbij mogen alle delen van het lichaam gebruikt worden met uitzondering van de handpalmen.